# Сальдо
Са́льдо (итал. saldo — расчёт, остаток; лат. saldare — выравнивать) — остаток по бухгалтерскому счёту, разность между поступлениями и расходами.

## Определение
Энциклопедический словарь Брокгауза и Ефрона определял сальдо как остаток по счёту взаимных платежей фирм, состоящих между собой в доверительных отношениях, где сальдо должника называлось сальдо дебета, а сальдо кредитора — сальдо кредита; счет без остатка — сальдированный счёт. В БСЭ сальдо — это разница между активом и пассивом торгового баланса.

## В бухгалтерском учёте
Сальдо в бухгалтерском учёте — это остаток по бухгалтерскому счёту, разность между суммой записей по дебету и кредиту счетов, которое может называться как:
- дебетовое сальдо (дебет больше кредита), отражающее состояние данного вида хозяйственных средств на определённую дату и фиксируется в активе баланса;
- кредитовое сальдо (кредит больше дебета), отражающее состояние источников хозяйственных средств и фиксируется в пассиве баланса;
- сальдо равное нулю (кредит равен дебету), при этом сам бухгалтерский счёт будет называться закрытым счётом.

В бухгалтерском учёте некоторые счета могут одновременно иметь и дебетовое, и кредитовое сальдо.
На практике часто анализируется не вся история бухгалтерского счёта, а лишь определённый промежуток времени, например — последний месяц. Для этих целей выделяют:
- Сальдо начальное (входящее) — остаток по счёту на начало периода. Рассчитывается на основании предыдущих операций.
- Дебетовый и кредитовый обороты за период — рассчитывается на основании операций только за рассматриваемый период.
- Сальдо за период — суммарный результат операций за рассматриваемый период.
- Сальдо конечное (исходящее) — остаток по счёту на конец периода. Обычно рассчитывается как арифметическая сумма начального сальдо и оборотов за период.

## Во внешнеторговых отношениях
Во внешнеторговых отношениях сальдо определяется как разность между суммой экспорта и импорта или суммой требований и обязательств. При этом выделяют:
- Сальдо торгового баланса:

- положительное сальдо торгового баланса — превышение экспорта над импортом (страна больше продаёт, чем покупает);
- отрицательное сальдо торгового баланса — превышение импорта над экспортом (страна больше покупает, чем продаёт).

- Сальдо платёжного баланса:

- положительное сальдо платёжного баланса — превышение поступающих платежей над исходящими платежами из данного региона;
- отрицательное сальдо платёжного баланса — превышение исходящих платежей над поступающими платежами в данный регион.